# Istarlin Caabdi Caruush
Istarlin Caabdi Caruush meglio conosciuta come Starlin Abdi Arush o semplicemente Starlin Arush, (Marka, 3 marzo 1957 – Nairobi, 24 ottobre 2002) è stata una politica e attivista somala, molto conosciuta e rispettata a livello nazionale e internazionale per aver difeso i diritti umani e delle donne somale, ed era considerata fra i più influenti interlocutori di pace della Somalia durante la guerra civile somala nel periodo dal 1991 al 2000 che vide fronteggiarsi i signori della guerra locali, in particolare nella fase più cruenta del conflitto (1991-1996) che ha avuto come principali antagonisti il presidente ad interim Ali Mahdi e il generale Aidid, di cui quest'ultimo pare fosse lontana parente.

## Biografia
La sua famiglia appartiene al clan degli Habr Ghedir del gruppo degli Hauia, considerati uno dei cinque gruppi più potenti della Somalia. L'infanzia di Starlin a Merca, una piccola cittadina portuale dell'Oceano Indiano a 60 miglia a sud di Mogadiscio, fu caratterizzata dalla continua formazione per avere in futuro un ruolo nella società somala dominata dagli uomini: infatti sua madre si aspettava tanto dalle sue quattro figlie quanto e dai suoi tre figli, e si prodigò ad insegnare a Starlin e ai suoi fratelli e sorelle l'amore per la singolare cultura islamica della Somalia, e un'intolleranza piuttosto astiosa delle interpretazioni errate da parte degli sciovinisti maschi somali.
Si diplomò in una scuola superiore del convento cattolico in Somalia, successivamente Starlin si trasferì in Italia dove visse per 13 anni e si dedicò agli studi universitari in Italia, dapprima a Parma e poi a Torino. Nel 1989 iniziò a praticare attivismo sociale, tesse una fitta rete di contatti con le istituzioni locali e con varie personalità italiane arrivando a fondare la prima associazione di somali in Italia, Shabeelle, che aiutava le donne in fuga dal regime di Siad Barre a sistemarsi nel nostro paese. Starlin fece pressioni sulle istituzioni affinché approvassero leggi che consentissero agli immigrati somali, etiopi ed eritrei di beneficiare di un trattamento preferenziale per diventare cittadini italiani a causa dell'eredità coloniale dell'Italia nel Corno d'Africa.
Era il 1990 quando la guerra civile somala infuriava, e Starlin iniziò raccogliere fondi da privati e organizzazioni attraverso
il Comitato di Solidarietà col Popolo Somalo, finche decise d'interrompere gli studi e di tornare tra la sua gente in Somalia raggiungendo la sorella Halima. Suo cognato e suo fratello minore furono uccisi quando i combattimenti raggiunsero Mogadiscio nel 1991. 
Durante gli scontri, Starlin e Halima iniziarono ad organizzare le consegne di cibo tra la popolazione, e questo si rese possibile grazie il supporto delle Nazioni Unite quando arrivò la carestia. Questi legami internazionali furono il motivo con cui Aidid fece trascinare le sorelle Arush davanti a una corte tribale, accusandole di legami con agenti di servizi stranieri. In piedi con orgoglio, davanti agli anziani della corte, Starlin a testa nuda e sua sorella domandarono: "Se volessimo uccidere Aidid, perché avremmo bisogno di un aiuto straniero? Perché non dovremmo prendere un coltello e farlo da soli?" Gli anziani furono conquistati dalle donne all'istante.
Fondò con la sorella Halima un'organizzazione non governativa somala per la difesa dei diritti delle donne chiamato IIDA Women' Development Organisation (l’acronimo IIDA letteralmente vuol dire “donna nata in un giorno di festa” ) e costituita da un gruppo di donne somale con lo scopo di creare un'associazione interclanica (ossia, composta da donne appartenenti a clan diversi) capace di operare per la difesa dei diritti delle donne e il ristabilimento della pace in Somalia. Nel 1992 fu tra le prime persone a denunciare la nascente e dilagante presenza in Somalia di movimenti e gruppi legati all'estremismo islamico.
In pochissimi anni Starlin divenne una voce di spicco nei primi contatti dei processi di pace, fra le prime donne in Somalia ad esporsi politicamente, bilanciando il suo tempo tra i negoziati con i signori della guerra e la creazione di ospedali e distribuzioni di generi alimentari. La sua casa divenne in breve tempo il centro della politica del paese alternativo alle fazioni in causa, mediando tra generali e ambasciatori che cercavano di affrontare la guerriglia urbana, e diventando il simbolo delle donne che lottavano per la pace. I clan combattevano e lei faceva la sua battaglia contro la fame, malattie, l'analfabetismo e la pratica tribale dell'infibulazione inflitta al 90% delle bambine, quest'ultima supportata dalla giornalista italiana Ilaria Alpi da cui nacque un'amicizia e collaborazione. 
Tra i suoi sforzi più audaci ci fu anche il riuscito tentativo di negoziare la situazione di stallo, tra il contingente italiano ITALFOR e i capi dei guerriglieri delle milizie "Mooryaan" del Generale Aidid, causata dalla battaglia del Checkpoint Pasta, e lo stesso con gli americani, dopo la battaglia di Mogadiscio, senza però ottenere risultati.
Dal 1995 diresse un'organizzazione non governativa italiana attiva in Somalia, la COSV, che operava a Merca dove aprì un centro di formazione per insegnare un mestiere ai "Mooryaan" somali: quasi da sola, riuscì a disarmarne 180 e fare di Merca un'isola di pace e di riconciliazione.
Starlin sosteneva che il tribalismo non aveva posto nel funzionamento di uno stato nazionale. Ciò nonostante, per contrapporsi al sistema maschilista e tribale della Somalia, l'ideale proposto da Starlin vedeva nelle donne come una sorta di "sesto clan" nella società somala. Alcuni diplomatici parlavano di lei come se fosse la prima presidente donna della Somalia, le fu proposto un importante incarico in un nuovo governo sponsorizzato dalle Nazioni Unite per una nuova Somalia democratica, ma si defilò fin da subito a tali proposte perché riteneva che un governo eletto e comunque basato su quote e accordi con clan tribali si sarebbe rivelato un fallimento.
Promotrice e ideatrice di molte iniziative legate allo sport, fu la prima donna eletta in Somalia con la carica di vicepresidente del Comitato olimpico somalo, unica donna in una società a matrice fortemente maschilista.
Venne uccisa il 24 ottobre 2002 mentre si trovava a Nairobi per partecipare alla Conferenza di pace somala come membro della società civile. Le indagini della polizia keniota relative al suo omicidio appurarono che fu causato da una rapina finita male, ma gli autori dell'agguato non furono mai identificati e i sospetti di un omicidio politico messo in atto per fermare il suo operato sono ancora oggi molto forti.
Si sarebbe sposata entro il natale di quell'anno con il ricercatore francese del CNRS Roland Marchal, innamorato di lei e dell'Africa, e che di lei in seguito all'omicidio disse: "Non ha mai considerato molto il suo futuro. Pensava solo al suo paese".
La sua salma, rimpatriata in Somalia, accolta da migliaia di persone, fu sepolta a Merca.
Nel 2010 a Roma, in via Aniene 26, fu inaugurata la nuova “Sala Starlin Arush” su iniziativa di INTERSOS, uno spazio per promuovere iniziative, dibattiti, incontri, proiezioni e altri eventi di taglio internazionale, promossi in particolare da associazioni che direttamente operano nella cooperazione allo sviluppo e negli aiuti umanitari.